# Sport Club Marsala 1977-1978
Questa pagina raccoglie i dati riguardanti lo Sport Club Marsala nelle competizioni ufficiali della stagione 1977-1978.

## Rosa
| N. |                   | Ruolo | Calciatore           |
| -- | ----------------- | ----- | -------------------- |
|    | Italia (bandiera) | D     | Pietro Adelfio       |
|    | Italia (bandiera) | C     | Antonino Ausini      |
|    | Italia (bandiera) | D     | Giorgio Battoia      |
|    | Italia (bandiera) |       | Bonomo               |
|    | Italia (bandiera) | C     | Agostino Brancale    |
|    | Italia (bandiera) | P     | Paolo De Marco       |
|    | Italia (bandiera) |       | Di Girolamo          |
|    | Italia (bandiera) | D     | Claudio Grappeo      |
|    | Italia (bandiera) | P     | Franco Gregorutti    |
|    | Italia (bandiera) | D     | Fernando Iazzolino   |
|    | Italia (bandiera) | D     | Gaetano Longo        |
|    | Italia (bandiera) | A     | Massimo Marcheggiani |
|    | Italia (bandiera) | C     | Ilario Monterisi     |

| N. |                   | Ruolo | Calciatore          |
| -- | ----------------- | ----- | ------------------- |
|    | Italia (bandiera) | C     | Vito Navarra        |
|    | Italia (bandiera) | C     | Antonino Palermo    |
|    | Italia (bandiera) | A     | Antonio Patalano    |
|    | Italia (bandiera) | P     | Leonardo Pellegrino |
|    | Italia (bandiera) | A     | Cosimo Scardino     |
|    | Italia (bandiera) | A     | Roberto Sorrentino  |
|    | Italia (bandiera) |       | Titone              |
|    | Italia (bandiera) | D     | Antonino Todaro     |
|    | Italia (bandiera) | C     | Giuseppe Trotta     |
|    | Italia (bandiera) | A     | Gaspare Umile       |
|    | Italia (bandiera) | A     | Castrense Vaccaro   |
|    | Italia (bandiera) | C     | Felice Vermiglio    |
|    | Italia (bandiera) | C     | Claudio Zitta       |